# Gioacchino Quarello
Gioacchino Quarello (Villadeati, 4 aprile 1892 – Torino, 20 giugno 1966) è stato un politico italiano.
Eletto all'Assemblea Costituente nelle file della Democrazia Cristiana, venne confermato deputato nella I e II legislatura.

## Biografia
Nel 1919 entrò nel Partito Popolare, rappresentandovi la sinistra sindacale. Al sorgere del fascismo s'impegnò nell'azione per contrastarlo e, quando gli squadristi torinesi incendiarono la Camera del Lavoro di Torino, ospitò i sindacati socialisti nella sede della sua organizzazione. Allo scioglimento del Partito popolare, imposto dal regime fascista, Quarello tornò al suo lavoro di tornitore. In seguito organizzò e diresse una fabbrica di serramenti speciali, ma mantenne anche i contatti con l'ambiente dell'antifascismo cattolico, tanto che, nel 1942, fu tra gli organizzatori di una riunione clandestina sulla collina torinese.
Dopo il 25 luglio 1943, nei 45 giorni di Badoglio, fu uno dei commissari di nomina governativa della Confederazione dei lavoratori dell'industria. Dopo l'armistizio e fino alla Liberazione, Quarello mantenne contatti con le formazioni partigiane operanti nel Cuneese, nell'Alessandrino, nel Monferrato. Nel CLN regionale piemontese rappresentò, come sindacalista, la Democrazia Cristiana. In quel periodo Benito Mussolini offrì a Quarello la direzione dei sindacati fascisti della Repubblica Sociale Italiana, ricevendone un rifiuto.
All'indomani della Liberazione, fu designato vicesindaco di Torino e segretario regionale della Democrazia Cristiana. Fondatore del quotidiano democristiano piemontese "Il Popolo Nuovo", Quarello nel 1946 fu eletto deputato all'Assemblea costituente. Rieletto nel 1948 e confermato nel 1953, ha anche ricoperto l'incarico di sottosegretario per l'Industria e il Commercio in diversi governi. Conclude il mandato parlamentare nel 1958. Gli ultimi anni del suo impegno politico li ha dedicati a Torino, come membro del Consiglio comunale, che lo ha visto presente sino alla vigilia della morte - nel 1966 all'età di 74 anni - e che successivamente gli ha intitolato una via.